# Frances Drake
Frances Drake (ur. 22 października 1912, zm. 18 stycznia 2000) – amerykańska aktorka filmowa.

## Filmografia
- 1933: Meet My Sister jako Helen Sowerby
- 1935: Szalona miłość jako Yvonne Orlac
- 1937: Midnight Taxi jako Gilda Lee
- 1939: Ten cudowny świat jako Vivian Tarbel
- 1942: The Affairs of Martha jako Sylvia Norwood

## Wyróżnienia
Posiada swoją gwiazdę na Hollywoodzkiej Alei Gwiazd.